# Nicolae Beloiu
Nicolae Beloiu (* 9. Mai 1927 in Ocnița; † 10. März 2003 in Bukarest) war ein rumänischer Komponist und Musikpädagoge.

## Leben
Beloiu studierte  bei Leon Klepper am Bukarester Konservatorium (heute Nationale Musikuniversität Bukarest), wo er später als Professor für Orchestration wirkte. Daneben war er Musikdirektor bei Radio Bukarest. Unter anderem komponierte er zwei Sinfonien (1967 und 1977) und ein Divertissement em style roumain für zwei Bratschen. 1969 gewann er den Ersten Kompositionspreis beim Concours Reine Elisabeth.